# پاپ ژان پل یکم
ژان پل یکم (به لاتین: Ioannes Paulus PP. I)، (به ایتالیایی: Giovanni Paolo I) با نام اصلی آلبینو لوچیانی (۱۷ اکتبر ۱۹۱۲ – ۲۸ سپتامبر ۱۹۷۸)، پاپ و رهبر کلیسای کاتولیک بود. او فقط یک ماه و دو روز در این مقام بود. او رتبه ۲۵۵ رادر بین کل پاپ‌های تاریخ بر اساس میزان سال‌هایی که در این مقام بود را داشت. به همین دلیل او از جمله پاپ‌هایی محسوب می‌شود که کمترین مدت تصدی این مقام را در تاریخ داشته‌اند.

## جستارهای ویژه
- فهرست پاپ‌های کلیسای کاتولیک روم